# Teal Fowler
Teal Fowler (* 11. Dezember 1970 in Batavia, New York) ist ein ehemaliger US-amerikanischer Eishockeyspieler, der den Großteil seiner Karriere in Deutschland verbrachte und dort unter anderem für die Iserlohn Roosters in der Deutschen Eishockey Liga (DEL) aktiv war. Anschließend schlug er eine Laufbahn als Trainer und Funktionär in Iserlohn, bei den Krefeld Pinguinen und Adler Mannheim ein. Seit 2019 arbeitet er als Scout für die Arizona Coyotes aus der National Hockey League (NHL)

## Karriere
Von 1989 bis 1993 spielte er auf dem Merrimack College Eishockey. 1993 zog es ihn nach Deutschland, wo Eschweiler seine erste Station war. Schnell entdeckte ihn der damalige Zweitligist EHC Dortmund. Die Saison 1996/97 begann der Stürmer in Dortmund. Kurz darauf wechselte er zum Königsborner EC, bevor er zum Iserlohner EC ging, spielte er noch eine halbe Saison beim EC Lünen 89. Nach dieser halben folgten noch vier ganze Saisons in Iserlohn, wo er wegen seiner robusten und kämpferischen Spielweise (279 Strafminuten in 61 Spielen in der Saison 1997/98) zum Publikumsliebling avancierte. Nach der ersten DEL-Saison Iserlohns 2000/01 musste er seine Karriere wegen einer Verletzung beenden. 

### Laufbahn als Trainer und Manager
Den Roosters blieb Fowler als Co-Trainer bis einschließlich der Saison 2004/05 erhalten. In der Saison 2005/06 stand er erstmals als Headcoach in Krefeld hinter der Bande. Am 15. Januar 2006 gab er bekannt, dass er von seinem Kündigungsrecht bei den Krefeld Pinguinen Gebrauch machen und diese zum Ende der Saison verlassen werde. Daraufhin unterschrieb er einen Zwei-Jahres-Vertrag als Co-Trainer bei den Adlern Mannheim, welche in der Saison 2006/07 Deutscher Meister wurden. Auch in der Saison 2008/09 steht er bei den Adlern hinter der Bande. Ab 2009 war Fowler auch im Trainerteam der deutschen Nationalmannschaft aktiv. 
Nachdem sich die Adler im Februar 2009 von ihrem bisherigen Cheftrainer Dave King getrennt hatten, übernahm Fowler alleinverantwortlich das Training der Adler. Anfang April 2009 gaben die Adler bekannt, dass Teal Fowler wieder in seinen alten Job als Co-Trainer zurückgehen würde. Neuer Chefcoach wurde Doug Mason. Nach dessen Entlassung im Januar 2010 wurde Fowler erneut bis zum Saisonende zum Cheftrainer ernannt. Danach wurde er zum Sportmanager des Clubs ernannt. Am 4. Dezember 2017 gaben die Verantwortlichen der Adler Mannheim die Trennung von Fowler sowie von Cheftrainer Sean Simpson sowie dessen Assistent Colin Muller bekannt. Als Begründung nannte Adler-Geschäftsführer Daniel Hopp: „Nach den enttäuschenden Auftritten und den jüngsten Ergebnissen sehen wir uns zu einem Neuanfang im Bereich der Sportlichen Führung verpflichtet.“
Der in Heidelberg wohnhafte Fowler wurde anschließend in der Spielersichtung für die Arizona Coyotes tätig.

## Erfolge und Auszeichnungen
- 1999 Iserlohns Sportler des Jahres
- 2007 Deutscher Meister mit den Adlern Mannheim

## Karrierestatistik
(Legende zur Spielerstatistik: Sp oder GP = absolvierte Spiele; T oder G = erzielte Tore; V oder A = erzielte Assists; Pkt oder Pts = erzielte Scorerpunkte; SM oder PIM = erhaltene Strafminuten; +/− = Plus/Minus-Bilanz; PP = erzielte Überzahltore; SH = erzielte Unterzahltore; GW = erzielte Siegtore; 1 Play-downs/Relegation; Kursiv: Statistik nicht vollständig)